# Profanação do Nome de Deus
Chilul Hashem (em hebraico חילול השם, "Profanação do Nome [de Deus]") é um termo utilizado no Judaísmo, particularmente para qualquer ato ou comportamento que envergonha ou traz descrédito à crença em Deus e à observância da Torá e da Halachá.